# 성세창 제시 하관계회도
성세창 제시 하관계회도(成世昌 題詩 夏官契會圖)는 서울특별시 용산구, 국립중앙박물관에 있는 조선시대의 계회도이다. 1986년 10월 15일 대한민국의 보물 제869호로 지정되었다.

## 개요
성세창 제시 하관계회도(成世昌 題詩 夏官契會圖)는 군사에 관한 업무를 맡아보던 하관에 근무했던 관리들의 계회모습을 가로 59cm, 세로 97cm의 비단 바탕에 그린 계회도이다. 소속이 같은 문인들이 풍류를 즐기고 친목을 도모하는 모임인 계회의 모습을 그린 것을 계회도라 한다.
중종 36년(1541)에 제작된 이 계회도의 상단에는 ‘하관계회도(夏官契會圖)’라는 명칭이 적혀 있으며, 중단에는 산수를 배경으로 한 야외에서의 계회장면이 그려져 있다. 하단에는 참석한 선비들의 관직·성명·본관 등의 사항이 기록되어 있으나 오래되어 알아볼 수 없는 글자도 있다. 왼쪽 여백에 쓰인 조선 중기 문신인 성세창의 시를 통하여 인종 16년(1541) 가을의 작품임을 알 수 있다.
‘성세창제시미원계회도’(보물 제868호)와 그림의 구도 및 크기가 매우 유사하며, 산수의 묘사는 오른쪽으로 치우친 편파구도 및 짧은 선과 점들을 이용한 산과 언덕의 묘사 등 안견파 화풍을 따르고 있다. 이 계회도는 조선 전기 산수화풍과 계회도양식을 연구하는데 중요한 자료가 되고 있다.

## 같이 보기
- 계회도

## 참고 자료
- 성세창 제시 하관계회도 - 국가유산청 국가유산포털